# وكالة الاتحاد الأوروبي للأمن السيبراني
وكالة الاتحاد الأوروبي للأمن السيبراني European Union Agency for Cybersecurity  (تعرف اختصار ENISA) هي وكالة تابعة للاتحاد الأوروبي. تعمل بكامل طاقته منذ 1 سبتمبر 2005. يقع مقر الوكالة في مدينة أثينا في اليونان ولديها مكتب آخر في هيراكليون في اليونان. تم إنشاءها عام 2004 بموجب لائحة الاتحاد الأوروبي رقم 460/2004 تحت اسم الوكالة الأوروبية لأمن الشبكة والمعلومات . لائحة وكالة الاتحاد الأوروبي للأمن السيبراني هي لائحة الاتحاد الأوروبي رقم 2019/881 للبرلمان الأوروبي والمجلس بتاريخ 17 أبريل 2019 بشأن الوكالة (وكالة الاتحاد الأوروبي للأمن السيبراني) وشهادة الأمن السيبراني لتكنولوجيا المعلومات والاتصالات وإلغاء لائحة الاتحاد الأوروبي رقم 526/2013 (الأمن السيبراني) فعل).
تعمل الوكالة بشكل وثيق مع الدول الأعضاء في الاتحاد الأوروبي وأصحاب المصلحة الآخرين لتقديم المشورة والحلول بالإضافة إلى تحسين قدرات الأمن السيبراني لديهم. كما أنها تدعم تطوير استجابة تعاونية لحوادث أو أزمات الأمن السيبراني واسعة النطاق عبر الحدود، ومنذ عام 2019، تقوم بوضع خطط لإصدار شهادات الأمن السيبراني.
تساعد وكالة الاتحاد الأوروبي للأمن السيبراني المفوضية الأوروبية والدول الأعضاء وبالتالي مجتمع الأعمال في تلبية متطلبات الشبكة وأمن المعلومات، بما في ذلك تشريعات الاتحاد الأوروبي الحالية والمستقبلية. تسعى الوكالة في النهاية إلى العمل كمركز خبرة لكل من الدول الأعضاء ومؤسسات الاتحاد الأوروبي لطلب المشورة بشأن الأمور المتعلقة بأمن الشبكات والمعلومات. تدعم الوكالة تنظيم تمارين الأمن السيبراني لكافة دول أوروبا " Cyber Europe " منذ عام 2010.

## الإدارة
تدار وكالة الاتحاد الأوروبي للأمن السيبراني من قبل المدير التنفيذي ويدعمه فريق مكون من خبراء يمثلون أصحاب المصلحة مثل صناعة تكنولوجيا المعلومات والاتصالات، ومجموعات المستهلكين والخبراء الأكاديميين. ويشرف على الوكالة المجلس التنفيذي ومجلس الإدارة، اللذين يتألفان من ممثلين من الدول الأعضاء في الاتحاد الأوروبي ومفوضية الاتحاد الأوروبي وأصحاب المصلحة الآخرين.
اعتبارًا من 27 يونيو 2019 أصبحت شبكة ضباط الاتصال الوطنيين هيئة قانونية من الوكالة. شبكة ضباط الاتصال الوطني تسهل تبادل المعلومات بين وكالة الاتحاد الأوروبي للأمن السيبراني والدول الأعضاء. وتساعد الوكالة أيضًا المجموعة الاستشارية التي تتكون من «أعضاء معينين» وأعضاء معينين «كفرد شخصي»، وجميعهم في المجموع 33 عضوًا من جميع أنحاء أوروبا. تركز المجموعة الاستشارية على القضايا ذات الصلة لأصحاب المصلحة وتلفت انتباه الوكالة لهم.
من أجل تنفيذ مهامها، تمتلك الوكالة ميزانية تقارب 17 مليون يورو لعام 2019  و 70 موظفًا قانونيًا. بالإضافة إلى ذلك، توظف الوكالة عددًا من الموظفين الآخرين بما في ذلك الخبراء الوطنيين المعارين والمتدربين والوكلاء المؤقتين. هناك خطط لدمج خبراء إضافيين في الوكالة بعد دخول اللائحة 2019/881 حيز التنفيذ.

## تاريخها
في عام 2007، اقترحت المفوضة الأوروبية فيفيان ريدنج أن يتم دمج وكالة الاتحاد الأوروبي للأمن السيبراني في هيئة سوق الاتصالات الإلكترونية الأوروبية الجديدة (EECMA). وبحلول عام 2010، أشارت المفوضة نيلي كروس إلى أن المفوضية الأوروبية ترغب بوجود وكالة معززة. تم تمديد تفويض الوكالة حتى عام 2012 بميزانية سنوية قدرها 8 ملايين يورو، تحت قيادة الدكتور أودو هيلمبرخت. تم التمديد الأخير لتفويض الوكالة قبل أن يصبح دائمًا بموجب لائحة الاتحاد الأوروبي رقم 526/2013 الصادرة عن البرلمان الأوروبي والمجلس بتاريخ 21 مايو 2013، والتي تلغي اللائحة (EC) 460/2004. اعتبارًا من 27 يونيو 2019، تم إنشاء وكالة الاتحاد الأوروبي للأمن السيبراني لفترة غير محددة.
يقع مقر الوكالة، بما في ذلك وظائف الإدارة والدعم، كان مقره في الأصل في هيراكليون في اليونان. كان اختيار موقع بعيد نوعًا ما مثيرًا للجدل منذ البداية، لا سيما منذ أن تولت اليونان رئاسة الاتحاد الأوروبي عندما كان يتم التفاوض على تفويض الوكالة. بالإضافة إلى ذلك، كان للوكالة مكتب اتصال في أثينا منذ أكتوبر 2009.
عام 2013 نقلت ثلث موظفيها البالغ عددهم ستين موظفًا من جزيرة كريت إلى أثينا. في عام 2016، دعمت لجنة الميزانيات محاولة ENISA لإغلاق مكتب هيراكليون. منذ عام 2019، لدى ENISA مكتبان؛ مقرها الرئيسي في أثينا ومكتب ثان في هيراكليون. في يونيو 2021، أعطت المفوضية الأوروبية موافقتها على إنشاء مكتب ENISA في بروكسل.

## المدير التنفيذي
- 2004 - 2009: السيد أندريا بيروتي (من إيطاليا ونائب رئيس سابق في شركة ماركوني للاتصالات)
- 2009 - 2019: الدكتور أودو هيلمبرخت (ألمانيا) رئيس سابق / مدير المكتب الفيدرالي لأمن المعلومات بألمانيا
- 2019 - الآن: جوهان ليباسار (إستونيا).

## الروابط الخارجية
- الموقع الرسمي